# R. Nataraja Mudaliar
Rangaswamy Nataraja Mudaliar (Vellore, 23 giugno 1885 – 1972) è stato un regista, produttore cinematografico e montatore indiano.
Considerato il padre del cinema Tamil, fu un pioniere del cinema muto. Fu dapprima un commerciante di pezzi di ricambio per automobili, ma poi decise di fondare lo studio Indian Film Company Limited a Madras. Nel 1917, Mudaliar girò Keechaka Vadham, il primo lungometraggio dell'India meridionale, che si rivelò un successo di critica e commerciale: ad esso seguirono pellicole mitologiche quali Draupadhi Vastrapaharanam (1918), Lava Kusa (1919), Rukmini Satyabhama e Mayil Ravana. Nel 1923 morì suo figlio in un incidente automobilistico e questo lo spinse a ritirarsi.

## Filmografia

### Regista
- Keechaka Vadham (1917-1918)
- Draupadi Vastrapaharanam (1918)
- Mahi Ravana (1918-1919)
- Lava Kusa (1919)
- Kalinga Mardanam (1920-1922)
- Rukmini Satyabhama (1922)
- Markandeya (1923)